# Időzavarban
Az Időzavarban egy 2003-as amerikai bűnügyi film, a főszerepekben Denzel Washington, Eva Mendes, Sanaa Lathan, Dean Cain és John Billingsley látható. A film egy bűnügybe keveredő rendőrfőnök kalandjairól szól.

## Cselekmény
Matt Lee Whitlock egy floridai kisváros, Banyan Key köztiszteletben álló rendőrfőnöke. A magánélete mostanában azonban zűrös kanyarokat vett, miután válófélben van feleségével, és egy másik nővel tart fent viszonyt, kinek férje a környék egyik erőszakos bajkeverője. A bonyodalom akkor hág a tetőfokára, mikor egy kettős gyilkosság történik, és az egyik áldozatot Matt szeretőjeként azonosítják, a nyomok és a körülmények pedig arra utalnak, hogy a rendőrfőnök áll a bűncselekmény mögött, főleg egy nagy értékű életbiztosítás miatt, aminek Matt a kedvezményezettje. Matt azonban ártatlan, ezért mindent megtesz, hogy a végére járjon ki és miért akarja félreállítani. Dolgát viszont nehezíti, hogy ehhez a kollégái előtt egy lépéssel kell járnia, ráadásul az ügy kivizsgálását a válófélben lévő, szintén rendőr felesége vezeti…

## Szereplők
| Szerep                | Színész           | Magyar hang           |
| --------------------- | ----------------- | --------------------- |
| Matt Lee Whitlock     | Denzel Washington | Szakácsi Sándor       |
| Alex Diaz Whitlock    | Eva Mendes        | Pikali Gerda          |
| Ann Merai Harrison    | Sanaa Lathan      | Mics Ildikó           |
| Chris Harrison        | Dean Cain         | Zámbori Soma          |
| Chae                  | John Billingsley  | Karácsonyi Zoltán     |
| Tony Dalton           | Robert Baker      | Janovics Sándor       |
| Cabot                 | Alex Carter       | Bede-Fazekas Szabolcs |
| Baste seriffhelyettes | Antoni Corone     | Németh Gábor          |
| Stark ügynök          | Terry Loughlin    | Versényi László       |